# 피죤 (일본의 기업)
피죤 주식회사(ピジョン株式会社, Pigeon Corporation, 피죤 가부시키가이샤)은 일본의 기업으로 유아용품을 제조한다.

## 한국과의 관계
옛날에는 한국 피죤(주식회사 피죤)과 협력 관계였지만 관계가 단절되어 대한민국에 현지법인인 더블하트 주식회사를 세우고 유한킴벌리를 통해 더블하트라는 브랜드로 판매 중이다. 결국 2022년 12월 31일에는 유한킴벌리과 계약이 만료가 되었고, 메이크볼드에서 협력 관계가 되었다.